# Scopula luteofasciata
Scopula luteofasciata là một loài bướm đêm trong họ Geometridae.